# Corticaria dentiventris
Corticaria dentiventris är en skalbaggsart som beskrevs av Bertil Robert Poppius 1904. Corticaria dentiventris ingår i släktet Corticaria, och familjen mögelbaggar. Enligt den finländska rödlistan är arten nära hotad i Finland. Arten är reproducerande i Sverige. Artens livsmiljö är fjällbjörkskogar.